# Всеукраинский опрос населения (2020)
Первый опрос населения в истории Украины был проведен 25 октября 2020 года по инициативе президента Владимира Зеленского. По результатам голосования были приняты следующие решения: пожизненное заключение за коррупцию в особо крупных размерах, легализация каннабиса в медицинских целях и право Украины на использование гарантий безопасности, определенных Будапештским меморандумом, для восстановления своего государственного суверенитета и территориальной целостности. Был также рассмотрен вопрос о создании свободной экономической зоны на территории Луганской и Донецкой областей, однако он не был принят.
Опрос прошел одновременно с местными выборами.
Явка составила 24,66 % по предварительным данным ЦИК Украины.

## Хронология
Всеукраинский опрос был объявлен за 12 дней до региональных выборов и состоял из 5 вопросов. Представители партии признавали, что это мероприятие имеет политтехнологический характер и направлено на повышение явки, хотя в то же время может внести новые темы для обсуждения в обществе и дать президенту дополнительную возможность повлиять на парламент по этим вопросам.
Всеукраинский опрос проводился 25 октября в ходе местных выборов. Перед этим президент Зеленский анонсировал:
Я задам гражданам Украины пять важных вопросов, которые обсуждаются на улице, на кухне и в интернете, и о которых спорят с друзьями, родителями или таксистами. О том, о чём нас раньше никогда не спрашивали.Владимир Зеленский
Штаб президента Украины («Слуга народа») Владимира Зеленского, 26 октября, опубликовал предварительные результаты опроса, инициированного украинским лидером. Сообщение об этом было опубликовано в Telegram-канале «Команда Зеленского».
После обработки 74% анкет, стало известно, что идею о пожизненном заключении за коррупцию в особо крупных размерах поддержали 81,97% граждан, а против высказались 16,87%. Что касается инициативы создания свободной экономической зоны для Донбасса, мнения разделились практически поровну: за - 46,7% голосов, отказались поддерживать чуть больше - 47,48%.
За сокращение численности депутатского корпуса Верховной Рады до 300 (сейчас в украинском парламенте 450 мест) высказались 89,60% граждан (11,12% - против). Поддержали легализацию медицинского каннабиса - 64,88% (против высказались 31,53% граждан). За обращение к странам Будапештского меморандума - 74,21% (19,21% - против).
Из пяти инициированных вопросов, в опросе, приняты четыре.

## Опрос
Голосование состоялось во всех административных единицах страны, за исключением временно оккупированных территорий Украины: АР Крым, города со специальным статусом Севастополя, а также отдельных регионов Донецкой и Луганской областей.

## Сопутствующие события
- Местные выборы на Украине (2020) прошедшие 25 октября.
  - Местные выборы в Киеве (2020) — Выборы городского головы Киева и депутатов Киевского городского совета состоятся 25 октября 2020 года. Этот день станет важным событием для столицы Украины, так как будет проходить в рамках региональных выборов по всей стране. Срок полномочий городского головы и депутатов городского совета составляет 5 лет.